# 首爾國際動漫節
首爾國際動漫節（韓語：서울 국제 만화 애니메이션 페스티벌，簡稱SICAF）是韓國首爾自1995年起舉辦的國際性動漫畫活動。1997年至2001年期間每两年举办一次，此后每年举办一次。首爾國際動漫節也是韓國規模最大的動漫節。